# Magasin Lundqvist
Le Magasin Lundqvist  (en finnois : Lundqvistin liiketalo)  est un bâtiment situé dans le quartier Kluuvi d'Helsinki en Finlande.

## Présentation
Le bâtiment construit au coin des rues Aleksanterinkatu et Mikonkatu a été conçu par Selim A. Lindqvist et Elia Heikel dans le style Art nouveau. 
Sa construction se termine en 1900. La façade est couverte de briques rouges et de granite. 
Les sculptures de façade sur les thèmes du filage et de la chasse sont de Robert Stigell.
De nos jours le bâtiment abrite le magasin Aleksi 13.